# Eparchia di Nostra Signora del Libano di San Paolo dei Maroniti
L'eparchia di Nostra Signora del Libano di San Paolo dei Maroniti (in latino: Eparchia Dominae Nostrae Libanensis Sancti Pauli Maronitarum) è una sede della Chiesa maronita in Brasile suffraganea dell'arcidiocesi di San Paolo. Nel 2021 contava 521.000 battezzati. È retta dall'eparca Edgar Madi.

## Territorio
L'eparchia comprende tutti i fedeli della Chiesa maronita residenti in Brasile.
Sede eparchiale è la città di San Paolo, dove si trova la cattedrale di Nostra Signora del Libano.
Il territorio è suddiviso in 12 parrocchie nelle città di San Paolo, Bauru, Belo Horizonte, Piracicaba, Porto Alegre, São José do Rio Preto, Rio de Janeiro, Brasilia, Campinas, Guarulhos e Suzano.

## Storia
La presenza maronita in Brasile risale alla seconda metà del XIX secolo. La prima parrocchia, dedicata a Nostra Signora del Libano, fu istituita a San Paolo attorno al 1890 e primo parroco fu il sacerdote maronita libanese Yacoub Saliba. Negli Anni Sessanta del XX secolo fu costruita la nuova chiesa parrocchiale, in Rua Tamandare, che diventerà la futura cattedrale dell'eparchia.
L'eparchia di Nostra Signora del Libano di San Paolo dei Maroniti è stata eretta il 29 novembre 1971 con la bolla Quod providenter di papa Paolo VI. Precedentemente i fedeli maroniti erano sottoposti alla giurisdizione dell'ordinariato del Brasile per i fedeli di rito orientale, eretto il 14 novembre 1951.

## Cronotassi dei vescovi
Si omettono i periodi di sede vacante non superiori ai 2 anni o non storicamente accertati.
- João (Jean) Chedid, O.M.M. † (29 novembre 1971 - 9 giugno 1990 ritirato)
- Joseph Mahfouz, O.L.M. † (9 giugno 1990 - 14 ottobre 2006 dimesso)
- Edgar Madi, dal 14 ottobre 2006

## Statistiche
L'eparchia nel 2021 contava 521.000 battezzati.
| anno | popolazione | popolazione | popolazione | presbiteri | presbiteri | presbiteri | presbiteri                | diaconi | religiosi | religiosi | parrocchie |
| anno | battezzati  | totale      | %           | numero     | secolari   | regolari   | battezzati per presbitero | diaconi | uomini    | donne     | parrocchie |
| ---- | ----------- | ----------- | ----------- | ---------- | ---------- | ---------- | ------------------------- | ------- | --------- | --------- | ---------- |
| 1976 | 300.000     | ?           | ?           | 7          | 2          | 5          | 42.857                    |         | 5         |           | 4          |
| 1980 | 400.000     | ?           | ?           | 7          | 2          | 5          | 57.142                    |         | 5         |           | 4          |
| 1990 | 418.000     | ?           | ?           | 7          | 1          | 6          | 59.714                    |         | 6         |           | 4          |
| 1999 | 463.000     | ?           | ?           | 8          | 3          | 5          | 57.875                    |         | 5         |           | 8          |
| 2000 | 463.000     | ?           | ?           | 8          | 3          | 5          | 57.875                    |         | 5         |           | 8          |
| 2001 | 463.000     | ?           | ?           | 7          | 3          | 4          | 66.142                    |         | 4         |           | 8          |
| 2002 | 463.000     | ?           | ?           | 9          | 5          | 4          | 51.444                    |         | 4         |           | 7          |
| 2003 | 468.000     | ?           | ?           | 10         | 5          | 5          | 46.800                    |         | 5         |           | 8          |
| 2004 | 468.000     | ?           | ?           | 8          | 3          | 5          | 58.500                    |         | 5         |           | 8          |
| 2009 | 470.000     | ?           | ?           | 14         | 7          | 7          | 33.571                    | 1       | 7         | 7         | 14         |
| 2013 | 489.000     | ?           | ?           | 16         | 12         | 4          | 30.562                    | 1       | 4         |           | 10         |
| 2016 | 501.000     | ?           | ?           | 19         | 15         | 4          | 26.368                    | 2       | 4         | 4         | 11         |
| 2019 | 513.100     | ?           | ?           | 9          | 5          | 4          | 57.011                    | 6       | 4         |           | 11         |
| 2021 | 521.000     | ?           | ?           | 15         | 10         | 5          | 34.733                    | 7       | 5         |           | 12         |